# Zona de Lumbini
Lumbini (Nepalí: लुम्बिनी) fue una de las catorce zonas en que se subdividía la República Federal Democrática de Nepal. Desde la reforma territorial de 2015, su antiguo territorio se encuentra repartido entre la provincia de Lumbini y la de Gandaki. Su capital era Butwal.
En lo que era el territorio de Lumbini se encuentra Lumbini, que se cree que fue el lugar de nacimiento de Siddhartha Gautama, el fundador del Budismo, por lo que es un importante centro de peregrinación para los budistas.

## Distritos
La zona de Lumbini se encontraba dividida en seis distritos:
- Distrito de Arghakhanchi
- Distrito de Gulmi
- Distrito de Kapilvastu
- Distrito de Nawalparasi
- Distrito de Palpa
- Distrito de Rupandehi

## Población
Tenía una superficie de 8.975 kilómetros cuadrados de superficie y una población de 2.526.868 habitantes. Su densidad era de 281,5 pobladores por cada kilómetro cuadrado.